# 瓦窑岭窑址
瓦窑岭窑址，位于中国广东省惠州市三栋镇官桥村，为惠州市的一个市、县级文物保护单位，类型为古遗址，公布时间为1984年。
瓦窑岭窑址的历史年代为北宋。